# リバークーター
リバークーター（学名：Pseudemys concinna）は、ヌマガメ科クーターガメ属に分類されるカメ。クーターガメ属の模式種。

## 分布
- P. c. concinna　コンキンナリバークーター

模式標本の産地（模式産地）はコロンビア周辺（サウスカロライナ州）。アメリカ合衆国東部固有亜種
- P. c. floridana　フロリダクーター

種小名floridanaは「フロリダの」の意で、和名や英名と同義。模式産地はセント・ジョーンズ川（フロリダ州）。
アメリカ合衆国（アラバマ州南西部、サウスカロライナ州、ジョージア州、ノースカロライナ州、バージニア州南東部、フロリダ州北部）固有亜種
- P. c. suwanniensis　スワニークーター

種小名suwanniensisは「スワニー産の」の意で、和名や英名と同義。模式産地はスワニー川（フロリダ州）。
アメリカ合衆国（フロリダ州北西部のスワニー川水系）固有亜種

## 形態
最大甲長43.7cm。オスよりもメスの方が大型になり、オスは最大でも甲長30cm程。背甲は第7縁甲板と第8縁甲板の継ぎ目で最も幅が広くなる。項甲板は大型で、後方があまり幅広くならない細長い等脚台形。腹甲の色彩は黄色。鼠蹊甲板に暗色の斑紋が入る。
頭部は小型から中型。上顎の外縁は鋸歯状にならない。頭部や四肢、尾の色彩は緑褐色や褐色、暗褐色等で、淡黄色や黄色の筋模様が入る。
卵は長径2.9-4.4cm、短径2.2-3cm。幼体は椎甲板に筋状の盛り上がり（キール）があるが、成長に伴い消失する。オスは成長に伴い、一部ないし全身の色彩が黒くなる（黒色化）。メスも成長に伴い色彩が暗くなる（暗色化）。
- P. c. concinna　コンキンナリバークーター

腹甲には甲板の継ぎ目（シーム）周辺に暗色の斑紋が入るが、成体では消失することもある。腋下甲板に暗色の斑紋が入る。上顎の先端は凹み、凹みの両脇が突出し牙状になることもある。下顎の外縁は鋸歯状になる。頭部から頸部にかけて11本以上の縦縞が入る。
- P. c. floridana　フロリダクーター

第2-3肋甲板後部には1-3本の弓状になった横縞が入る。腹甲には暗色の斑紋が入らない。腋下甲板に暗色の斑紋が入る個体もいる。上顎の先端は凹まない。下顎の外縁は鋸歯状にならない。頭部から頸部にかけて10本以下の縦縞が入る。
- P. c. suwanniensis　スワニークーター

背甲の色彩は暗色で、第2肋甲板にはアルファベットの「C」字状の斑紋がある。腹甲にはシーム周辺に暗色の斑紋が入り、成体でも消失することは少ない。腋下甲板に暗色の斑紋が入る。上顎の先端は凹み、凹みの両脇が突出し牙状になることもある。下顎の外縁は鋸歯状になる。頭部や頸部の色彩が黒に近い。

## 分類
亜種フロリダクーターは形態や分子系統学の研究等から本種の亜種とすることが有力だが、亜種フロリダクーターを基亜種とし別種とされるペニンシュラクーターをその亜種とした独立種コモンクーターとする説もある。
- Pseudemys concinna concinna　(LeConte, 1830)　カロライナクーター、コンキンナリバークーター
- Pseudemys concinna floridana　(LeConte, 1830)　フロリダクーター　Florida cooter
- Pseudemys concinna suwanniensis　Carr, 1937　スワニークーター　Suwannee cooter

## 生態
基亜種と亜種スワニークーターは主に底質が岩で水生植物の繁茂するある程度流れがあるか流れの緩やかな河川、しばしば河川の周囲にある湖や河跡湖、池沼にも生息する。亜種フロリダクーターは底質が泥の湖、池、流れの緩やかな河川等に生息する。昼行性で、日光浴を好む。南部の個体群では気温の高い日には薄明薄暮時に活動することもある。
食性は植物食の強い雑食性で魚類、両生類の幼生、昆虫類、甲殻類、貝類、水草、藻類等を食べる。本種は属内でも最も植物食傾向が強いが、完全な植物食ではなく動物質も摂取する。幼体は動物食傾向が強いが、成長に伴い植物食傾向が強くなる。
繁殖形態は卵生。基底が砂地や礫地の開けた場所に穴を掘り、初夏から晩夏に1回に9-29個（主に19-20個）の卵を産む。亜種スワニークーターでは産卵の際に更に周囲にいくつも小さな穴を掘り1-2個の卵を小分けに産んだ例があり、卵の捕食者が小分けに産んだ卵を食べることでまとめて産んだ卵を捕食されるのを避けるための行動だと考えられている。卵は80-100日で孵化する。卵から孵化した幼体は8-9月に地表に現れるが、北部の個体群や晩夏に産んだ卵から孵化した幼体はそのまま地中で越冬し翌年に春季に地表に現れる。

## 人間との関係
亜種スワニークーターはフロリダ州政府によって保護動物に指定され、生息地の一部が自然保護区とされている。
生息地では食用とされることもある。
ペットとして飼育されることもあり、日本にも輸入されている。流通量は多く、主に幼体が安価で流通する。主に基亜種が流通し、亜種フロリダクーターの流通は極めて稀で亜種スワニークーターは日本で過去に別種、別亜種に混じって輸入された可能性がある、もしくは流通したことがないとされる。亜種フロリダクーターの名前でペニンシュラクーターが流通することもある。安価で流通するためか、粗雑に扱われ状態を崩した個体が流通することもある。大型になるため、大型のケージが用意できない場合は一般家庭での飼育には向かない。日光浴を好むため皮膚を乾燥させる陸場や暖房・照明器具を設置する。水質の悪化に弱く、また特に幼体は低温に弱いため注意が必要。飼育下では人工飼料や乾燥飼料にも餌付くが、成長に伴い葉野菜や水草、植物質が多く含まれる鑑賞魚用の人工飼料等を与えて植物質を摂取する割合を増やすようにする。